# ميك كيني
ميك كيني (بالإنجليزية: Mick Kenney)‏ هو موسيقي ومنتج أسطوانات وعازف قيثارة بريطاني، ولد في 18 يناير 1980 في برمنغهام في المملكة المتحدة.

## وصلات خارجية
- ميك كيني على موقع ميوزك برينز (الإنجليزية)
- ميك كيني على موقع أول ميوزيك (الإنجليزية)
- ميك كيني على موقع ديسكوغز (الإنجليزية)